# Łężce (Łódź)
Pour les articles homonymes, voir Łężce.
Łężce (prononciation [ˈwɛ̃ʂt͡sɛ]) est un village de la gmina de Pajęczno, du powiat de Pajęczno, dans la voïvodie de Łódź, situé dans le centre de la Pologne.
Il se situe à environ 3 kilomètres au sud-est de Pajęczno (siège de la gmina et du powiat) et 79 kilomètres au sud-ouest de Łódź (capitale de la voïvodie).

## Administration
De 1975 à 1998, le village était attaché administrativement à l'ancienne voïvodie de Częstochowa.

Depuis 1999, il fait partie de la nouvelle voïvodie de Łódź.